# بده‌بستان (روان‌شناسی اجتماعی)
بده‌بستان (به انگلیسی: Reciprocity)، جنبهٔ مهمی از چگونگی تقابل و زندگی مردم در جامعه است. بده‌بستان به عنوان یک اصل اساسی در روان‌شناسی اجتماعی حول محور این مفهوم می‌چرخد که افراد تلاش می‌کنند به کنش‌های دیگران واکنشی بازتابی بر اساس ذات مثبت یا منفی آن کنش‌ها بدهند. بده‌بستان شامل تقابل دوسویهٔ رفتارها و واکنش‌ها است که در آن افراد همان نوع رفتارهایی که از بقیه دیدند را مقابله به مثل می‌کنند. افراد بیشتر بر اساس این که چه چیزی می‌توانند از طرف مقابل در عوض کاری که برایش می‌کنند دریافت کنند رفتارهایشان را انتخاب می‌کنند. ایجاد احساساتی مانند اعتماد، دوست داشتن و صمیمیت خیلی تحت نفوذ گمان برابریِ دادن و گرفتن است.
در روان‌شناسی اجتماعی بده‌بستان یک هنجار اجتماعی و شامل پاسخ کنشی مثبت با کنش مثبت دیگری یا برعکس است. بده‌بستان به عنوان یک برساخت اجتماعی به این معناست که در پاسخ به کنش‌های دوستانه افراد معمولاً خیلی خوش‌برخورد هستند و همکاری بیشتری نشان می‌دهند؛ برعکس در پاسخ به کنش‌های تهدیدکننده معمولاً خیلی زننده و حتی وحشیانه برخورد می‌کنند.